# Sara Martins
Pour les articles homonymes, voir Martins.
Sara Martins, née le 19 août 1977 à Faro (Portugal), est une actrice franco-portugaise.
Après avoir joué dans différentes séries télévisées françaises, dont Pigalle, la nuit en 2009 et Détectives de 2013 à 2014, elle rencontre un succès international grâce à son rôle du sergent Camille Bordey dans la série franco-britannique Meurtres au paradis de 2011 à 2015.
Elle joue un rôle important dans la série Those About to Die sur Amazon Prime.

## Biographie

### Enfance et formation
Sara Martins naît le 19 août 1977 à Faro en Algarve, dans le sud du Portugal[réf. nécessaire]. Sa mère est d'origine française et son père d'origine capverdienne. Elle arrive en France à l'âge de trois ans. Petite, elle veut devenir danseuse classique et elle intègre l'Opéra de Lyon. Mais lorsque pour progresser elle doit partir pour l'Opéra de Paris, elle arrête, les danseuses devant être interchangeables et aucune danseuse noire ne fait partie de l'opéra. Elle décide donc de se concentrer sur une autre activité. Timide, elle se met pourtant à suivre l'option théâtre du lycée pendant trois ans.
En 1995, son bac en poche, le dramaturge et metteur en scène Roger Planchon l'engage pour sa pièce Le Radeau de la Méduse au Théâtre national populaire de Villeurbanne. Parallèlement, elle continue des études de droit par correspondance jusqu'à l'obtention de son DEUG en droit. À 20 ans, elle intègre l'École de Théâtre Les Enfants Terribles, puis en 1998, le Conservatoire national supérieur d'art dramatique qu'elle suit pendant trois ans.

### Carrière
Elle débute à la télévision en 2000 avec un rôle dans la série noire Police District et enchaîne avec des apparitions dans différentes séries policières : Maigret en 2001, Le Proc et Avocats et Associés en 2005, Les Bleus et PJ en 2006.
C'est en 2002 qu'elle fait sa première apparition au cinéma dans Merguez, panini, kebab, jambon-beurre, un court-métrage de Stéphanie Aubriot et Nicolas Acker. L'année suivante, elle joue dans son premier long-métrage, Les Amateurs de Martin Valente, aux côtés de Lorànt Deutsch, François Berléand et Pascal Légitimus. Par la suite, elle obtient des seconds rôles dans de plus gros films tels que Ne le dis à personne de Guillaume Canet en 2006, Le Concert de Radu Mihaileanu en 2009, ou Les Petits Mouchoirs de Guillaume Canet en 2010.
En 2007, elle apparaît dans le clip de Zazie J'étais là, tiré de son album Totem. Elle est également comédienne de doublage, prêtant notamment sa voix pour le doublage français des actrices Rosario Dawson et Zoe Saldana.
C'est grâce à la télévision qu'elle va se faire connaître. En 2009, elle incarne Fleur, formatrice de strip-teaseuses, dans la série Pigalle, la nuit sur Canal+. Deux ans plus tard, en 2011, elle fait partie du casting de Signature, série des mêmes créateurs, diffusée sur France 2.
De 2011 à 2015, elle joue le rôle du sergent Camille Bordey dans la série franco-britannique Meurtres au paradis diffusée sur BBC One et France 2. Elle y donne la réplique, en anglais, à Ben Miller puis Kris Marshall, interprétant des inspecteurs londoniens, dans le décor paradisiaque d'une île des Caraïbes. 
Parallèlement, de 2013 à 2014, elle incarne Nora Abadie, détective privée, dans la série Détectives de France 2, aux côtés de Philippe Lefebvre.

## Filmographie

### Cinéma
- 2002 : Merguez, panini, kebab, jambon-beurre de Stéphanie Aubriot et Nicolas Acker (court-métrage)
- 2003 : Les Amateurs de Martin Valente : Maya
- 2003 : Ne quittez pas ! d'Arthur Joffé : la réceptionniste de l'hôtel
- 2005 : Dans tes rêves de Denis Thybaud : la femme de Keuj
- 2005 : Bhaï bhaï  d'Olivier Klein : Lola "Bonnes vacances" (court-métrage)
- 2006 : Paris, je t'aime, segment Parc Monceau d'Alfonso Cuarón : Sara
- 2006 : Mes copines de Sylvie Ayme : Shaheen
- 2006 : Enceinte jusqu'aux dents de Marie Donnio : Ambre, la réalisatrice (court-métrage)
- 2006 : J'invente rien de Michel Leclerc : Suzanne
- 2006 : Le Botaniste de Francis Manceau
- 2006 : Ne le dis à personne de Guillaume Canet : la copine de Bruno
- 2006 : Fragile(s) de Martin Valente : Sara
- 2008 : L'Heure d'été d'Olivier Assayas : l'attachée de presse
- 2009 : Après l'océan (Les Oiseaux du ciel) d'Éliane de Latour : Olga
- 2009 : Orpailleur de Marc Barrat : Yann
- 2009 : Le Concert de Radu Mihaileanu : La secrétaire d'Olivier Duplessis
- 2009 : Mensch de Steve Suissa : Héléna
- 2010 : Les Petits Mouchoirs de Guillaume Canet : La copine de Marie
- 2010 : Toi, moi, les autres d'Audrey Estrougo : Serena
- 2011 : Profil non conforme de Paul Menville (court-métrage)
- 2011 : Last Blood de Frédérick Vin : Vérité N'diaye (court-métrage)
- 2011 : Le Marquis de Dominique Farrugia : Commandant Gilbert
- 2013 : Une idée en l'air de Daniel Le Bras : Coralie (court-métrage)
- 2018 : Voyez comme on danse de Michel Blanc : Séréna
- 2023 : Coup de chance de Woody Allen : Chloé

### Télévision

#### Téléfilms
- 2003 : Par amour d'Alain Tasma : Maria
- 2005 : Disparition de Laurent Carcélès : Karine
- 2006 : Mer belle à agitée de Pascal Chaumeil : L'inspectrice du travail
- 2007 : Autopsy de Jérôme Anger : Sarah Ouaziz
- 2007 : Les Mariées de l'isle Bourbon d'Euzhan Palcy : Marie Gaudin
- 2008 : Belleville Tour de Zakia Bouchaala et Ahmed Bouchaala : Aline
- 2008 : La Veuve tatouée de Virginie Sauveur : Sylvie
- 2010 : Un divorce de chien de Lorraine Lévy : Elsa
- 2011 : Insoupçonnable de Benoît d'Aubert : Julie
- 2016 : Meurtres en Martinique de Philippe Niang : Léna Valrose
- 2017 : Le Poids des mensonges de Serge Meynard : Luisa Castelli
- 2017 : Parole contre parole de Didier Bivel : Anna
- 2018 : Un mensonge oublié d'Éric Duret : Carole
- 2022 : Un alibi d'Orso Miret : Lucie
- 2025 : Comme une ombre d'Elsa Blayau : Claire Legende

#### Séries télévisées
- 2000 : Police District : Julie (1 épisode)
- 2001 : Maigret de Bruno Gantillon : Jojo (saison 10, épisode 2 : Mon ami Maigret)
- 2002 : La Ligne noire : Sandrine (mini-série)
- 2003 : Malone : Kif-Kif (épisode 1.02 : Génération braqueurs)
- 2004 : Louis Page : Noémie (épisode 1.11 : Affaires secrètes)
- 2005 : Le Proc : Virginie Desplat (épisode 4 : Danger Public)
- 2005 : Avocats et Associés : La juge Garnier (épisode 13.06 : L'oiseau miteux)
- 2006 : Les Bleus, premiers pas dans la police : Mathilde Forestier (épisode pilote)
- 2006 : Les Secrets du volcan : Jasmine Mahé (mini-série)
- 2006-2008 : PJ : Estelle, ex-femme du commandant Lukas (récurrente saisons 10 à 12)
- 2008 : Merci, les enfants vont bien : Jeanne (saison 4)
- 2008-2009 : Les Tricheurs : Sophie Devailly
- 2009 : Pigalle, la nuit : Fleur
- 2011 : Signature : Hélène
- 2011-2015, 2021 et 2024 : Meurtres au paradis : Sergent Camille Bordey (saisons 1 à 4, 10 et 13)
- 2012 : Caïn : Barbara Simon (épisode 1.02 : Justices)
- 2013-2014 : Détectives : Nora Abadie
- 2015 : La Loi d'Alexandre de Claude-Michel Rome : Sonia
- 2016 : Cherif : Isabelle Vanier (épisode 4.01 : Jusqu'à ce que la mort nous sépare)
- 2016 : Mars : Speakerine télé (épisode 1)
- 2017 : Capitaine Marleau de Josée Dayan : Irène Ruff (épisode La mémoire enfouie)
- 2018-en cours : Alexandra Ehle d'Elsa Marpeau : Diane Dhombres
- 2020 : Sam : Deborah, la femme d'Antoine (saison 4)
- 2020 : Réunions de Laurent Dussaux : Victoire
- 2020 : Grand Hôtel de Yann Samuell et Jérémy Minui : Capitaine Camille Sargass
- 2020 : Crimes parfaits de Philippe Bérenger : Marion (épisode La balle est dans ton camp)
- 2023 : Je te promets : Estelle (saison 3)
- 2024: Those About to Die de Roland Emmerich et Marco Kreuzpaintner : Cala
- 2025 : À l'instinct : Emilie Charrier (épisode La Mort en marche)

## Théâtre
- 1995-1997 : Le Radeau de la Méduse, texte et mise en scène Roger Planchon, TNP Villeurbanne, Théâtre national de la Colline
- 1997 : Le Désir attrapé par la queue de Pablo Picasso, mise en scène Olivier Rey
- 1998 : Le Misanthrope ou l'Atrabilaire amoureux de Molière, mise en scène Fabrice Eberhard
- 1998 : Les Troyennes de Sénèque, mise en scène Francine Emery
- 1998 : Smack!, comédie musicale, mise en scène Jean-Pierre Malignon
- 2000 : Cabaret de l'inventaire
- 2002-2003 : Minetti de Thomas Bernhard, mise en scène Claudia Stavisky, Festival d'Avignon, Théâtre des Célestins, Théâtre de la Ville
- 2002 : Au Monde comme n'y étant pas, texte et mise en scène Olivier Py, Centre national de création d'Orléans
- 2003 : Le Costume de Can Themba, mise en scène Peter Brook, Théâtre de l'Œuvre
- 2008 : Les Trois Sœurs d'Anton Tchekhov, mise en scène Patrick Pineau
- 2012-2013 : Race de David Mamet, mise en scène Pierre Laville, Comédie des Champs-Élysées, puis tournée
- 2018 : La Collection de Harold Pinter, mise en scène Thierry Harcourt, théâtre de Paris

## Doublage

### Cinéma

#### Films
- Rosario Dawson dans (6 films) :
  - Sin City (2005) : Gail
  - Clerks 2 (2006) : Rebecca « Becky » Scott-Hicks
  - Sin City : J'ai tué pour elle (2013) : Gail
  - Trance (2013) : Elizabeth Lamb
  - Rivales (2017) : Julia Banks
  - Clerks 3 (2022) : Rebecca « Becky » Scott-Hicks

- Penélope Cruz dans (5 films) :
  - À corps perdus (2004) : Italia
  - Venir au monde (2012) : Gemma
  - Everybody Knows (2018) : Laura
  - Cuban Network (2020) : Olga González
  - L'immensità (2022) : Clara

- Zoe Saldaña dans :
  - Colombiana (2011) : Cataleya Restrepo
  - Blood Ties (2013) : Vanessa
  - Daddy Cool (2015) : Maggie Stuart
  - Emilia Pérez (2024) : Rita Moro Castro

- Patina Miller dans :
  - Hunger Games : La Révolte, partie 1 (2014) : la commandante Paylor
  - Hunger Games : La Révolte, partie 2 (2015) : la commandante Paylor

- Cynthia Addai-Robinson dans :
  - Mr. Wolff (2016) : Marybeth Medina
  - Mr. Wolff 2 (2025) : Marybeth Medina

- Cynthia Erivo dans :
  - Les Veuves (2018) : Belle
  - Chaos Walking (2021) : Hildy

- Paola Núñez dans :
  - Bad Boys for Life (2020) : la capitaine Rita Secada
  - Bad Boys: Ride or Die (2024) : la capitaine Rita Secada

- Danielle Deadwyler dans :
  - Emmett Till (2022) : Mamie Till
  - The Piano Lesson (2024) : Berniece Charles

- 2003 : Gothika : Miranda Grey (Halle Berry)
- 2005 : Mr. et Mrs. Smith : Jasmine (Kerry Washington)
- 2007 : It's a Free World! : Rose (Juliet Ellis)
- 2014 : Selma : Coretta Scott King (Carmen Ejogo)
- 2015 : Demolition : Amy (Blaire Brooks)
- 2017 : Everything, Everything : Dr Whittier (Anika Noni Rose)
- 2023 : Il reste encore demain : Delia (Paola Cortellesi)

#### Films d'animation
- 2009 : Planète 51 : Neera[9]
- 2024 : Le Robot sauvage : Roz[10]

### Télévision

#### Téléfilms
- 2018 : La tentation de mon mari : Katie (Preeti Desai (en))
- 2020 : La Fabuleuse Histoire des sœurs Clark : Dorinda Clark-Cole (Sheléa Frazier)

#### Séries télévisées
- 2011-2015 / 2021 / 2024 : Meurtres au paradis : le sergent Camille Bordey (elle-même)
- 2013 : Jo : Angélique Alassane (Wunmi Mosaku) (8 épisodes)
- 2014 : Rosemary's Baby : Rosemary Woodhouse (Zoe Saldaña) (mini-série)
- 2014-2017 : Hand of God : Tessie Graham (Emayatzy Corinealdi) (20 épisodes)
- 2015 : The Slap : Aisha Apostolou (Thandie Newton) (mini-série)
- 2015 : Following : Cindy Noble (Susan Kelechi Watson) (saison 3, épisodes 6 à 8)
- 2016 : Notorious : Megan Byrd (Sepideh Moafi) (10 épisodes)
- 2016 : Undercover (en) : Maya Cobbina (Sophie Okonedo) (mini-série)
- 2016-2017 : Blindspot : Valentine Barker (Karishma Ahluwalia) (saison 2)
- 2016-2018 : Shooter : Nadine Memphis (Cynthia Addai-Robinson) (31 épisodes)
- 2017-2018 : Au nom du père : Amira (Camilla Lau (da)) (18 épisodes)
- 2019 : The Fix : Angela Ashley (Skye P. Marshall (de))
- 2020 : Queen Sono : Miri Dube (Chiedza Mhende)
- 2025 : Marked : Babalwa Godongwana (Lerato Mvelase)

## Festival
- 2003 : Jury du Festival européen du court métrage de Bordeaux

## Publication
- « Ces limites que les autres ont tracées pour moi », dans Aïssa Maïga (dir.), Noire n'est pas mon métier, Paris, Éditions du Seuil, 3 mai 2018, 128 p. (ISBN 978-2-02-140119-6).

## Distinctions
- Festival des créations télévisuelles de Luchon 2003 : Meilleure jeune actrice pour Par amour